# O Homem dos Papagaios
O Homem dos Papagaios é um filme brasileiro de 1953 dirigido por Armando Couto, com roteiro e participação de Procópio Ferreira que atuou junto com Ludy Veloso. Após ter estreiado em 3 de agosto de 1953, a primeira produção da Multifilmes participou do Festival Brasileiro de Filmes organizado por Danilo Trelles, diretor da Cinemateca do Serviço Oficial de Difusão Radioeletrica do Uruguai realizado em Montevidéu, no Uruguai,  de 8 a 16 de setembro de 1953.

## Elenco
Fonte: Cine Reporter
- Eva Wilma....................Emilia, filha de Epaminondas.
- Hélio Souto...................Roberto
- Herval Rossano.............Oscar, gerente de banco
- Ludy Veloso..................Dona Amelia
- Procópio Ferreira...........Epaminondas.
- Valdemar Seyssel..........Mordomo
- Lisca Ayde
- Gino Talamo
- Elisio de Albuquerque
- Armando Couto
- Hamilta Rodrigues.........companheira de folias de Epaminondas

## Sinopse
Epaminondas (Procópio Ferreira), embora estudado, fracassou na vida e pena para sustentar sua mulher e filhos. Contratado por um velho amigo para ser o zelador da casa do milionário, ele aceita e se muda para lá com sua família. Entretanto, durante as férias do patrão, o coitado se finge de rico e é confundido com um homem da burguesia - o que  gera muita confusão.